# Madlen
Madlen, właśc. Magdalena Baryła (ur. 23 kwietnia 1987) – polska piosenkarka, kompozytorka, autorka tekstów wykonująca muzykę popularną.
Zdobywczyni pierwszego miejsca w talent show The Voice of Polonia w Brukseli (2016). Laureatka Pierwszego Polonijnego Festiwalu Piosenki Polskiej w Opolu (2017).

## Życiorys

### Młodość
Urodziła się w Zielonej górzeZielona Góra, a wychowywała w Nowogrodzie Bobrzańskim, miasteczku położonym w województwie lubuskim nieopodal Zielonej Góry. W jej domu od zawsze gościła muzyka, tata grał na gitarze, a mama śpiewała.
Uczyła się w Technikum Ekonomicznym w Zielonej Górze. Po maturze w wieku 19 lat wyemigrowała do Niemiec, gdzie na stałe osiedliła się w niewielkiej miejscowości Straelen w Nadrenii Północnej Westfalii.

### Kariera muzyczna
Od najmłodszych lat występowała na przeglądach piosenki dziecięcej, m.in. „Wesoła nutka”, w którym w latach 2001–2003 zajmowała pierwsze miejsca. W 2014 roku wzięła udział w popularnym muzycznym show TVN – X-Factor, gdzie trafiła do grupy Tatiany Okupnik. W roku 2016 otrzymała Grand Prix w konkursie The Voice of Polonia organizowanego w Brukseli. Zaowocowało to pierwszą europejską trasą koncertową po Danii, Francji, Holandii, Irlandii i Niemczech. W 2017 roku zdobyła pierwsze miejsce w Pierwszym Polonijnym Festiwalu Piosenki Polskiej w Opolu. Pod koniec tego samego roku wydała album pod tytułem „Święta w Nas” z najpiękniejszymi polskimi kolędami i pastorałkami. W roku 2018 była jedną z gwiazd Pierwszego Polskiego Festiwalu w Holandii. 6 listopada 2018 roku wydała swój pierwszy singiel pt. „Na Raz” – teledysk do tego utworu kręcony był w Landschaftpark Duisburg w Niemczech oraz w miejscowości Venlo w Królestwie Niderlandów. W roku 2019 nagrała cover Lady Gaga – „Shallow”, który można zobaczyć na kanale YouTube – Madlen Music Official. 23 kwietnia 2019 wyszedł drugi singiel Madlen zatytułowany „Tafla” – zapowiadający jej debiutancki album, z którym gościła w wielu programach telewizyjnych m.in. w porannym programie Dzień Dobry TVN.
We wrześniu 2019 roku upubliczniony został cover Zdzisławy Sośnickiej „Aleją Gwiazd” w wykonaniu Madlen – do którego teledysk w całości nagrany i wyprodukowany został w Miami przez Antwan Smith, Regulus Films i Entertainment, w którym główną rolę zagrała Joanna Heath.

## Dyskografia

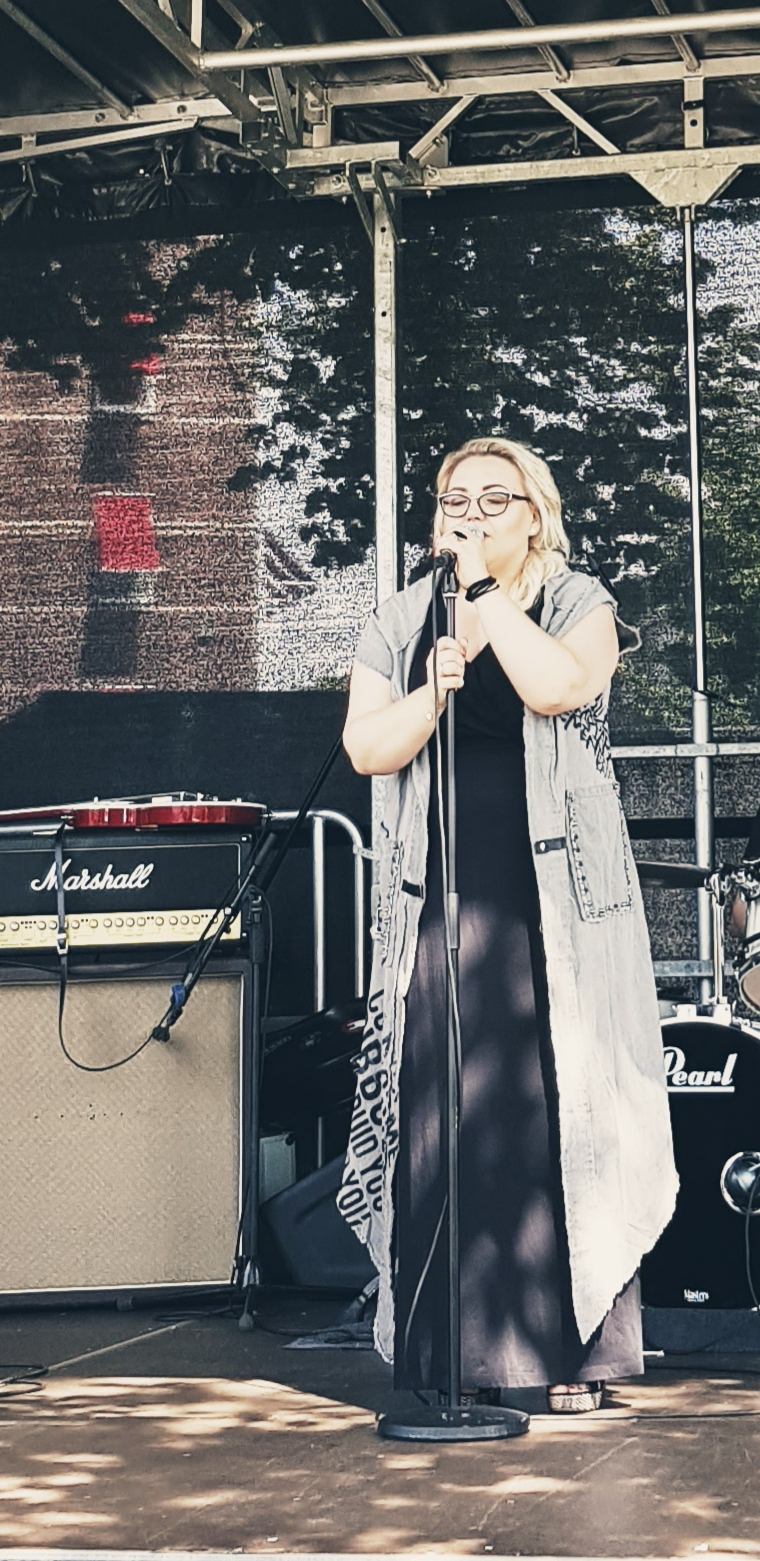
Madlen podczas koncertu

### Single
| ROK  | TYTUŁ                   | DOSTĘP W CYFRZE                                     |
| 2018 | Świt                    | http://soundline.biz/MadeleenSwit/                  |
| 2018 | Zabraknie drugich szans | http://soundline.biz/MadeleenZabrakniedrugichszans/ |
| 2018 | Na Raz                  | http://soundline.biz/MadeleenNaraz/                 |
| 2019 | Tafla                   | http://soundline.biz/MadlenTafla/                   |

### Teledyski
| ROK  | TYTUŁ                | PRODUKCJA                             |
| 2018 | Na raz               | Kacprzaksound                         |
| 2019 | Tafla                | Kacprzaksound                         |
| 2019 | Aleją Gwiazd (cover) | Antwan Smith i Miami Video Production |